# West Delhi
Der Distrikt West Delhi (Hindi पश्चिम दिल्ली जिला, englisch West Delhi district) ist ein Distrikt des Nationalen Hauptstadtterritoriums Delhi in Indien. Er ist Teil der Agglomeration und Megastadt Delhi. Der Distrikt wurde im Jahr 1997 gegründet.

## Geographie
Der Distrikt liegt im Westen des Hauptstadtterritoriums. Er grenzt im Osten an das Stadtzentrum von Neu-Delhi, im Westen an die Stadt Bahadurgarh im benachbarten Bundesstaat Haryana.

## Verwaltungsgliederung
Der Distrikt West Delhi ist wie die übrigen zehn Distrikte des Hauptstadtterritoriums in drei tehsils (Subdistrikte) unterteilt, nämlich Patel Nagar, Punjabi Bagh und Rajouri Garden.

## Geschichte

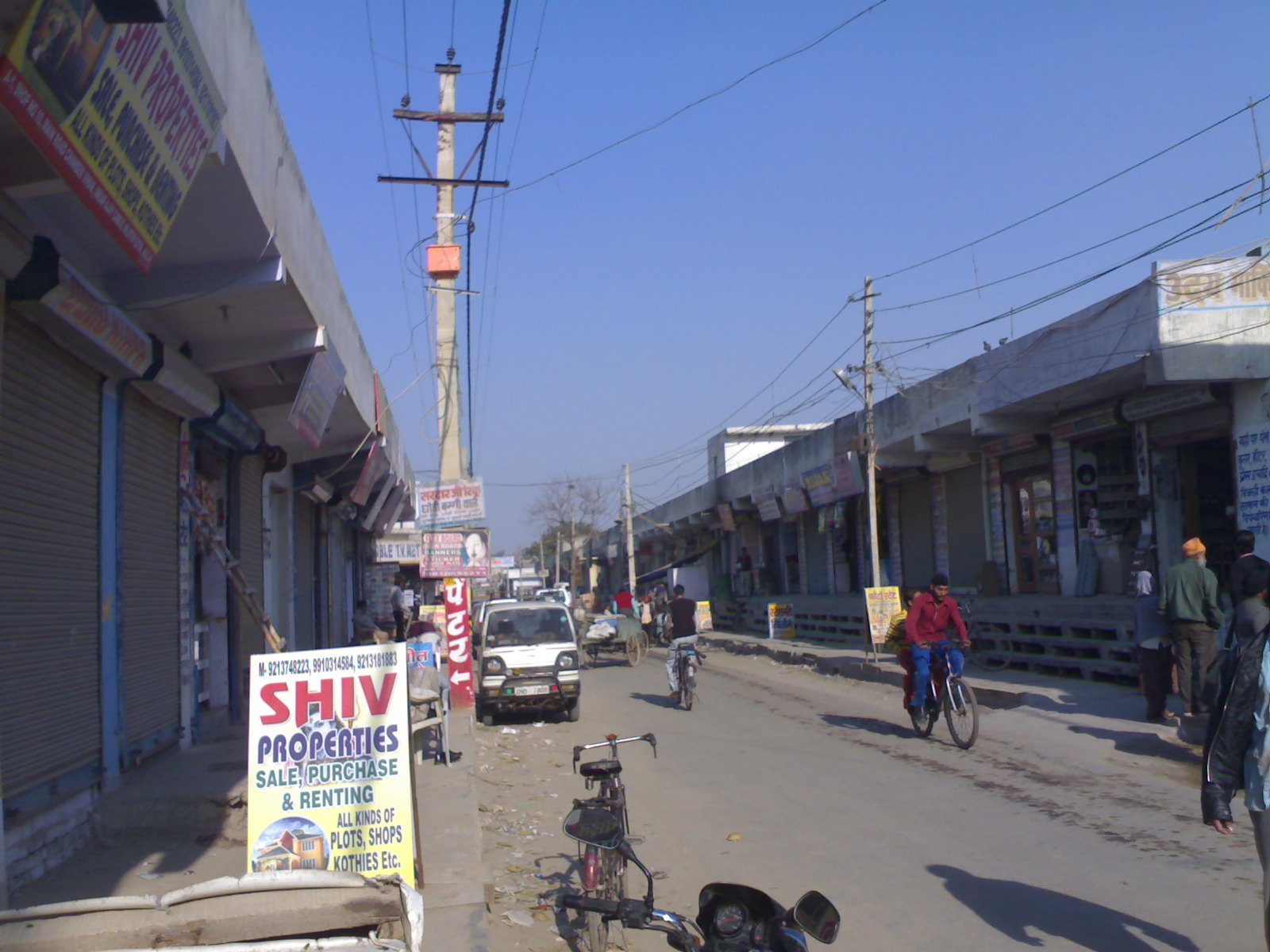
Straßenszene im Stadtteil Nilothi

Der Distrikt West Delhi besteht seit 1997, als das vormals aus einem einzigen Distrikt bestehende Hauptstadtterritorium in neun Distrikte geteilt wurde. Bei der Reorganisation der Distrikte Delhis im Jahr 2012, als deren Gesamtzahl auf elf erhöht wurde, blieb der Distrikt als einziger des Hauptstadtterritoriums unverändert.